# سنگ سفید (نی‌ریز)
سنگ سفید روستایی در دهستان قطرویه بخش قطرویه شهرستان نی‌ریز استان فارس ایران است.

## جمعیت
بر پایه سرشماری عمومی نفوس و مسکن در سال ۱۳۹۵ جمعیت این روستا ۴۸ نفر (۱۳خانوار) بوده‌است.